# لي أرجينتيني
لي أرجينتيني (بالإنجليزية: L'Argentine)‏ هو أحد جبال سلسلة جبال الألب البرنية وجزء من القمة الأم فينستيرارون يقع في كانتون فود, سويسرا. يبلغ ارتفاع الجبل حوالي 2422 متر، بينما يبلغ ارتفاع نتوء الجبل 393 متر.